# Surendra Bikram Prakash
Surendra Bikram Prakash (Nahan, 14 novembre 1867 – Mussoorie, 4 luglio 1911) è stato un principe e politico indiano.
Fu Maharaja di Sirmur dal 1898 al 1911.

## Biografia
Surendra Bikram era figlio del raja sir Shamsher Prakash (1846–1898), e succedette a questi sul trono di Sirmur alla sua morte nel 1898.
Continuò la politica progressista inaugurata da suo padre, inclusa la riorganizzazione dei tribunali locali, uniformando il sistema postale a quello dell'India britannica. Il viceré Lord Curzon gli riservò un seggio nel Consiglio Legislativo Imperiale, nel quale rimase dal 1902 al 1907. Presenziò al Delhi Durbar del 1903 di Edoardo VII. Il 9 novembre 1901 fu nominato cavaliere commendatore dell'Ordine della Stella d'India.
Morì a Mussoorie il 4 luglio 1911 dopo una breve malattia.

## Matrimonio e figli
Nel 1883 sposò Suketwala Rani Subhadra Deviji Sahiba(1865–1907), figlia del raja Rudra Sen Bahadur di Suket. La coppia ebbe un figlio, Amar, che succedette al padre.